# Belgica (zoologia)
Belgica è un genere di ditteri privi di ali appartenenti alla famiglia Chironomidae che comprende due specie:
- Belgica albipes
- Belgica antarctica